# Zerwa kulista
Zerwa kulista, z. główkowata (Phyteuma orbiculare) – gatunek rośliny należący do rodziny dzwonkowatych. Występuje w Europie od Hiszpanii, Francji i Wielkiej Brytanii na zachodzie po Grecję, Rumunię, Ukrainę, Białoruś i północno-zachodnią Rosję na wschodzie. W Polsce roślina dość rzadka, występuje w Karpatach, Sudetach i na rozproszonych stanowiskach w południowej Polsce – na pogórzu i w pasie wyżyn. W górach częściej, niż na niżu. Nie występuje w północnej Polsce. We florze polskiej ma status gatunku rodzimego.

## Morfologia

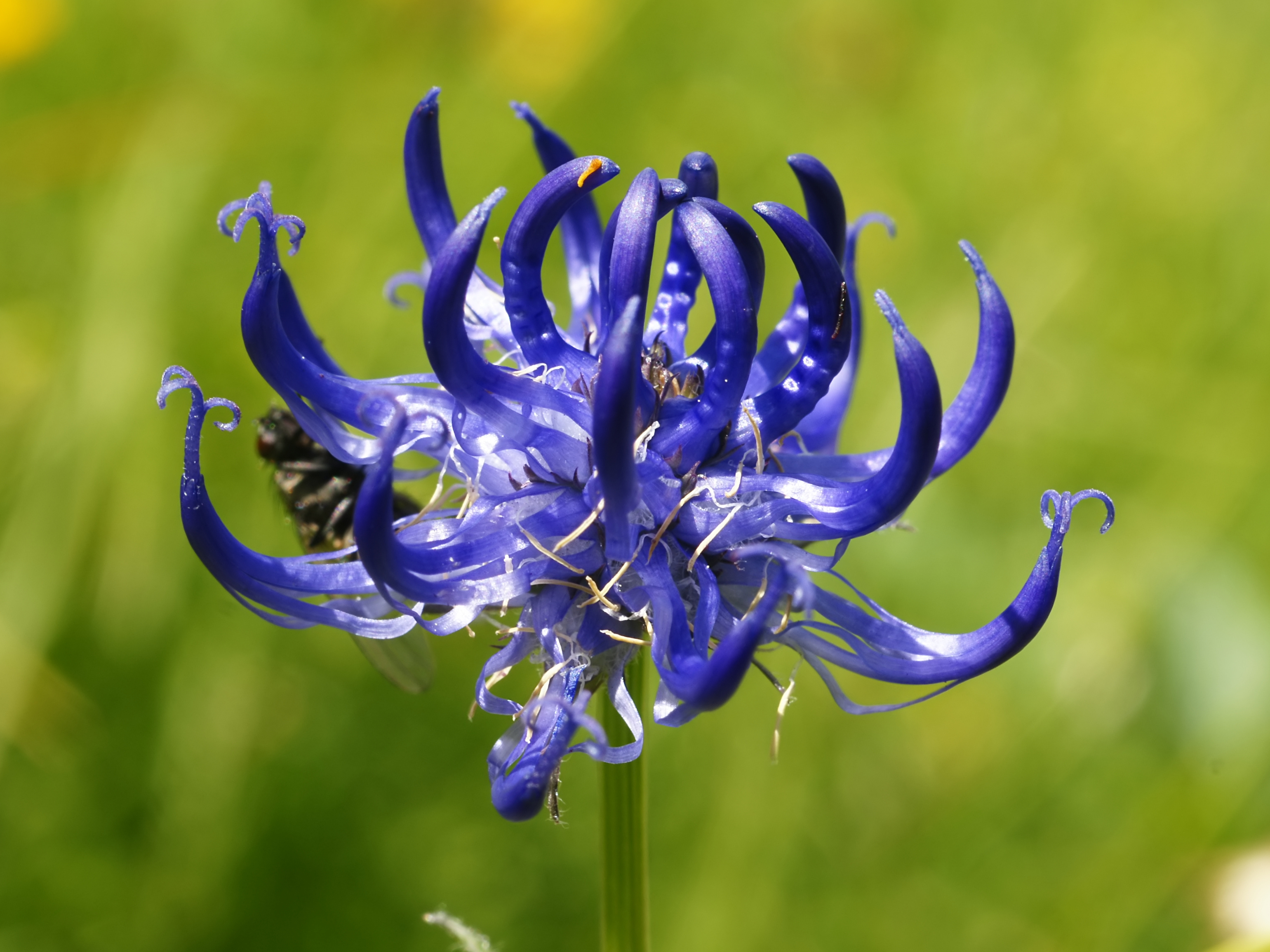
Kwiatostan

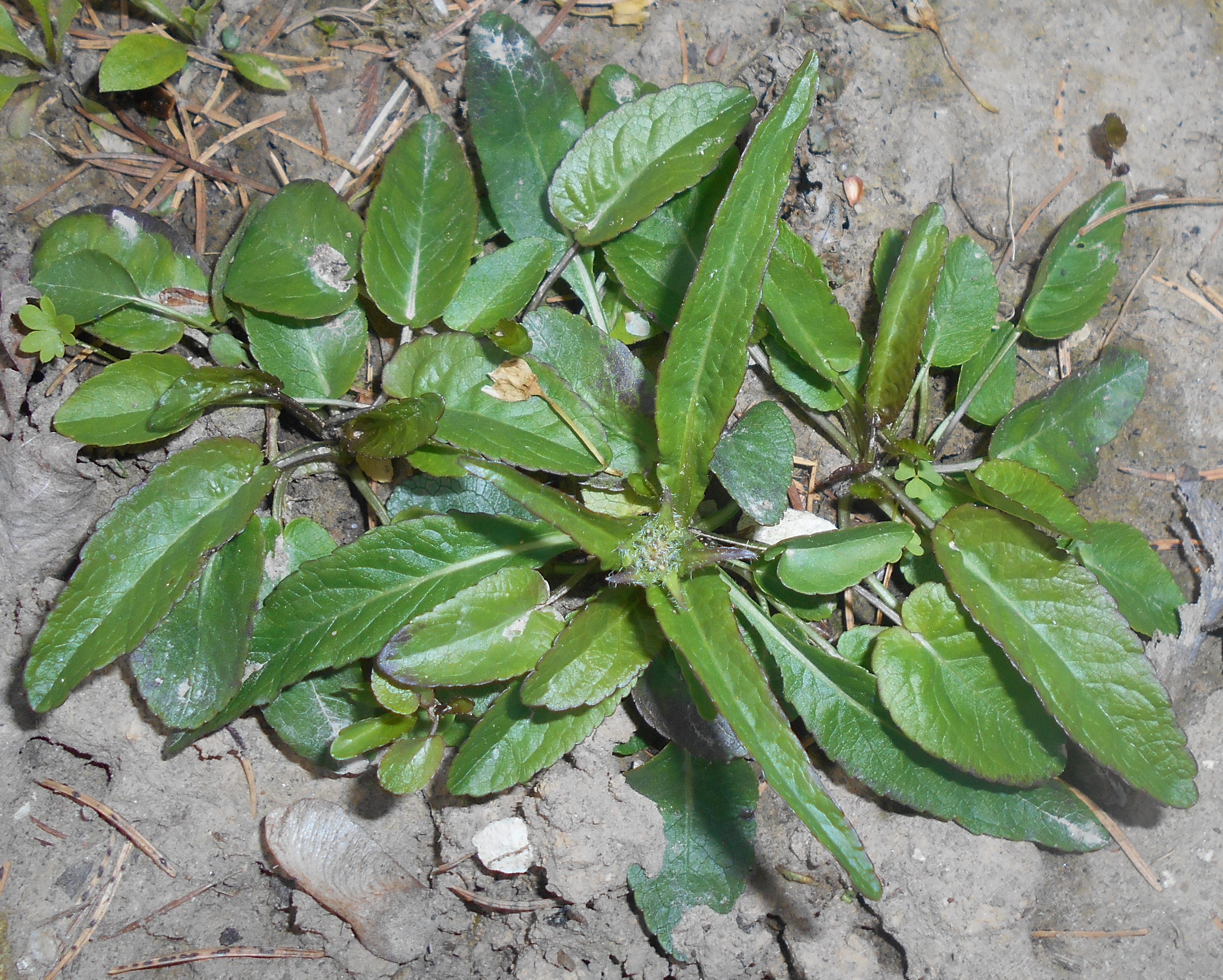
Liście

ŁodygaPojedyncza, cienka, wzniesiona o wysokości 15–50 cm. Pod ziemią roślina posiada cienkie i rozgałęzione kłącze, z którego wyrasta często po kilka różyczek liściowych.
LiścieLiście odziomkowe i dolne liście łodygowe nieco orzęsione, lancetowatojajowate, o blaszce zwężającej się w ogonek, czasami o sercowatym kształcie i karbowane. Wyższe liście łodygowe bezogonkowe, równowąskie lub lancetowate, czasami z szeroką nasadą.
KwiatyCiemnoniebieskie, bezszypułkowe, zebrane w główkę na szczycie łodygi. Kwiaty promieniste, 5-krotne, o długiej koronie podzielonej co najwyżej do połowy długości. Długi słupek z trójdzielnym i spiralnie podwiniętym znamieniem, 5 pręcików zrośniętych nasadami. Działki kielicha trójkątne, drobne.
Owoc3-komorowa torebka otwierająca się po bokach.

## Biologia i ekologia
RozwójBylina, hemikryptofit. Przedprątne kwiaty, zapylane przez owady kwitną od maja do sierpnia.
SiedliskoSiedliskiem są górskie murawy, suche łąki i hale, na niżu świetliste lasy i zarośla. Częściej spotykana na podłożu wapiennym. Roślina światłolubna. W Tatrach występuje do wysokości 2100 m n.p.m., w Sudetach do 1425 m.
- W klasyfikacji zbiorowisk roślinnych gatunek charakterystyczny dla Cl. Seslerietea variae[8].
- Liczba chromosomów 2n= 22[5].

## Zagrożenia i ochrona
W latach 1983–2014 roślina znajdowała się pod ochroną ścisłą. Od 2014 roślina podlega częściowej ochronie gatunkowej. Zagrożone są głównie jej stanowiska na niżu (poprzez zmianę sposobu użytkowania łąk).

## Zastosowanie
Jest uprawiana czasami jako roślina ozdobna, szczególnie w ogrodach skalnych.